# Hejnał lwówecki

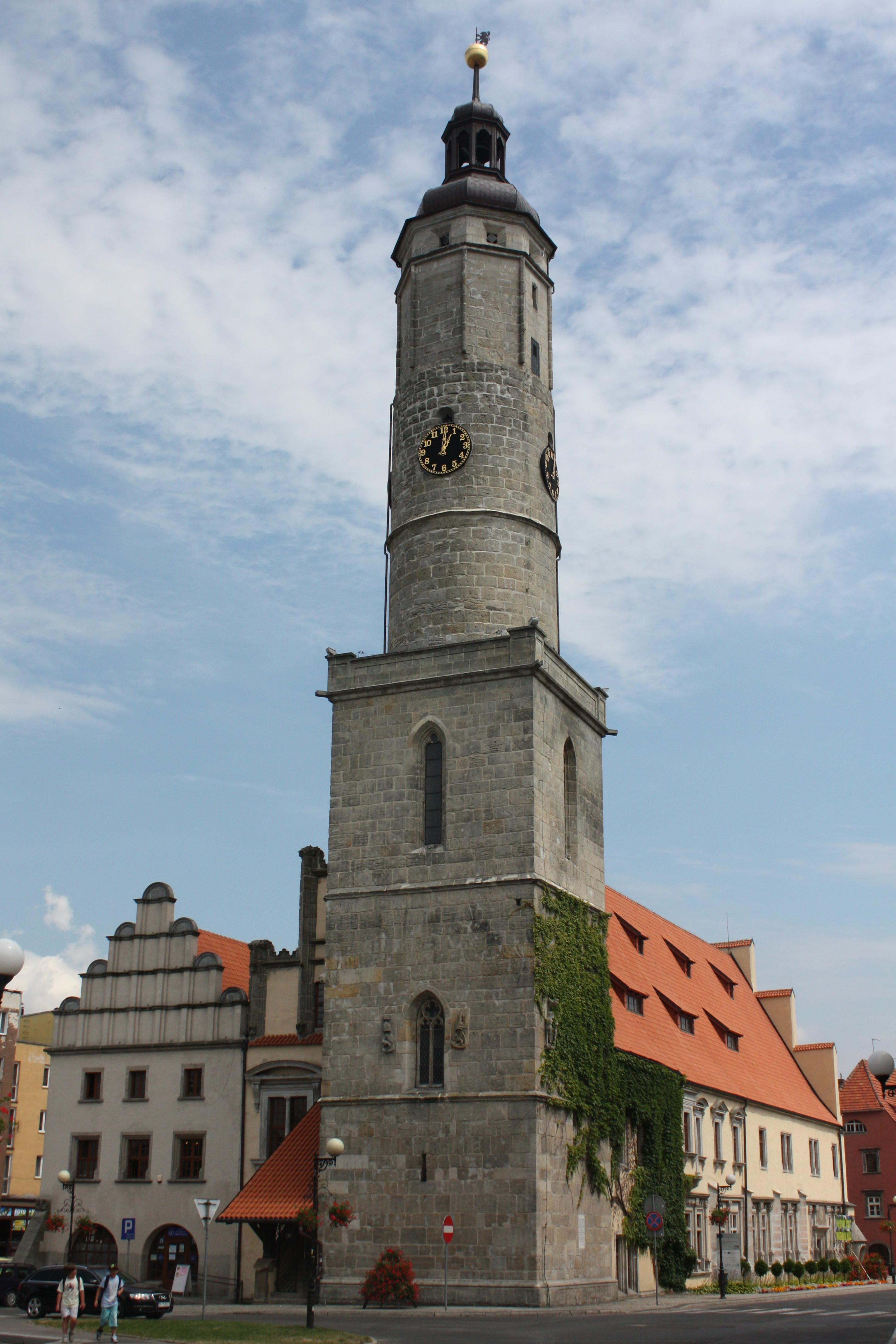
Wieża ratuszowa, z której rozbrzmiewa hejnał lwówecki

Hejnał lwówecki – krótka, jednominutowa melodia składająca się z dwóch powtarzających się po sobie sekwencji. Utwór ten został napisany do odgrywana go na trąbce. 
Wzór hejnału określony jest w załączniku nr 4 do Statutu Gminy i Miasta Lwówek Śląski. Autorem hejnału jest Aleksander Hołoga.

## Historia
Hejnał do 2008 r. odgrywany był przez trębacza jedynie podczas oficjalnego otwarcia Lwóweckiego Lata Agatowego. 11 lipca 2008 r. został uruchomiony odrestaurowany zegar na lwóweckim ratuszu. Od tego momentu hejnał lwówecki odgrywany jest z wieży ratuszowej przez cały rok, codziennie o godzinie 12:00 oraz podczas ceremonii otwarcia Lwóweckiego Lata Agatowego.